# 伊奧斯山
伊奧斯山（英語：Mount Eos），是南極洲的山峰，位於維多利亞地的彭內爾海岸，屬於阿德默勒爾蒂山脈的一部分，海拔高度約2,600米，現時由南極條約體系管理。